# La Hérie

La Hérie este o comună în departamentul Aisne din nordul Franței. În 1 ianuarie 2022 avea o populație de 121 de locuitori.